# Saudi-Arabien ved sommer-OL 2020
Saudi-Arabien deltog under Sommer-OL 2020 i Tokyo som blev afviklet i perioden 23. juli til 8. august 2021.

## Medaljer
| 2020 Tokyo    | Guld | Sølv | Bronze | Total |
| Saudi-Arabien | 0    | 1    | 0      | 1     |

### Medaljevinderne
| Saudi-Arabien under sommer-OL 2020 i Tokyo | Saudi-Arabien under sommer-OL 2020 i Tokyo | Saudi-Arabien under sommer-OL 2020 i Tokyo | Saudi-Arabien under sommer-OL 2020 i Tokyo | Saudi-Arabien under sommer-OL 2020 i Tokyo |
| Medalje                                    | Navn                                       | Sport                                      | Event                                      | Dato                                       |
| ------------------------------------------ | ------------------------------------------ | ------------------------------------------ | ------------------------------------------ | ------------------------------------------ |
| Sølv                                       | Tareg Hamedi                               | Karate                                     | Mændenes +75 kg                            | 7. august                                  |